# Damallsvenskan 2018
La Damallsvenskan 2018 è stata la 31ª edizione della massima divisione del campionato svedese femminile di calcio. Il campionato è iniziato il 16 aprile 2018 e si è conclusa il 27 ottobre 2018. Il Piteå IF ha vinto il campionato per la prima volta nella sua storia sportiva.

## Stagione

### Novità
Dalla Damallsvenskan 2017 sono stati retrocessi in Elitettan il Kvarnsvedens IK e il KIF Örebro. Dall'Elitettan sono stati promossi l'IFK Kalmar e il Växjö DFF.

### Formato
Le 12 squadre si affrontano in un girone all'italiana con partite di andata e ritorno, per un totale di 22 giornate. La squadra prima classificata è campione di Svezia, mentre le ultime due classificate retrocedono in Elitettan. Le prime due classificate sono ammesse alla UEFA Women's Champions League 2019-2020.

## Squadre partecipanti
| Club                 | Città        | Stadio                    | Stagione 2017               |
| -------------------- | ------------ | ------------------------- | --------------------------- |
| Djurgården           | Stoccolma    | Stadio Olimpico           | 6º posto in Damallsvenskan  |
| Eskilstuna United    | Eskilstuna   | Tunavallen                | 3º posto in Damallsvenskan  |
| Hammarby             | Stoccolma    | Zinkensdamms Idrottsplats | 7º posto in Damallsvenskan  |
| IFK Kalmar           | Kalmar       | Gröndal Idrottsplats      | 2º posto in Elitettan       |
| Kopparbergs/Göteborg | Göteborg     | Valhalla Idrottsplats     | 8º posto in Damallsvenskan  |
| Kristianstads DFF    | Kristianstad | Vilans Idrottsplats       | 5º posto in Damallsvenskan  |
| Limhamn Bunkeflo     | Malmö        | Limhamns Idrottsplats     | 9º posto in Damallsvenskan  |
| Linköping            | Linköping    | Linköping Arena           | Campione di Svezia          |
| Piteå IF             | Piteå        | LF Arena                  | 4º posto in Damallsvenskan  |
| Rosengård            | Malmö        | Malmö Idrottsplats        | 2º posto in Damallsvenskan  |
| Växjö DFF            | Växjö        | Myresjöhus Arena 1        | 1º posto in Elitettan       |
| Vittsjö GIK          | Vittsjö      | Vittsjö Idrottsplats      | 10º posto in Damallsvenskan |

## Classifica finale
Fonte: sito ufficiale.
|  | Pos. | Squadra              | Pt | G  | V  | N | P  | GF | GS | DR  |
|  | ---- | -------------------- | -- | -- | -- | - | -- | -- | -- | --- |
|  | 1.   | Piteå IF             | 48 | 22 | 16 | 0 | 6  | 42 | 24 | +18 |
|  | 2.   | Kopparbergs/Göteborg | 47 | 22 | 15 | 2 | 5  | 54 | 27 | +27 |
|  | 3.   | Rosengård            | 45 | 22 | 14 | 3 | 5  | 55 | 18 | +37 |
|  | 4.   | Kristianstads DFF    | 39 | 22 | 11 | 6 | 5  | 30 | 26 | +4  |
|  | 5.   | Linköping            | 33 | 22 | 9  | 6 | 7  | 47 | 31 | +16 |
|  | 6.   | Eskilstuna United    | 31 | 22 | 9  | 4 | 9  | 30 | 36 | -6  |
|  | 7.   | Växjö DFF            | 29 | 22 | 9  | 2 | 11 | 29 | 33 | -4  |
|  | 8.   | Djurgården           | 27 | 22 | 7  | 6 | 9  | 25 | 30 | -5  |
|  | 9.   | Vittsjö GIK          | 26 | 22 | 7  | 5 | 10 | 32 | 26 | +6  |
|  | 10.  | Limhamn Bunkeflo     | 26 | 22 | 8  | 2 | 12 | 25 | 40 | -15 |
|  | 11.  | Hammarby             | 24 | 22 | 8  | 0 | 14 | 29 | 39 | -10 |
|  | 12.  | IFK Kalmar           | 3  | 22 | 1  | 0 | 21 | 14 | 82 | -68 |

Legenda:
      Campione di Svezia e ammessa alla UEFA Women's Champions League 2019-2020.
      Ammessa alla UEFA Women's Champions League 2019-2020.
      Retrocesse in Elitettan.
Note:
Tre punti a vittoria, uno a pareggio, zero a sconfitta.

## Risultati

### Tabellone
|                   | Dju  | Esk  | Ham  | KGö  | Kri  | Kal  | Lim  | Lin  | Pit  | Ros  | Väx  | Vit  |
| ----------------- | ---- | ---- | ---- | ---- | ---- | ---- | ---- | ---- | ---- | ---- | ---- | ---- |
| Djurgården        | –––– | 2-1  | 2-1  | 0-2  | 1-1  | 2-0  | 1-1  | 2-2  | 0-1  | 1-2  | 2-0  | 2-0  |
| Eskilstuna United | 3-1  | –––– | 1-0  | 1-3  | 1-0  | 4-1  | 4-0  | 3-3  | 1-2  | 1-1  | 1-1  | 1-1  |
| Hammarby          | 0-1  | 0-2  | –––– | 2-1  | 0-1  | 2-0  | 4-2  | 1-2  | 0-3  | 2-1  | 1-2  | 0-3  |
| K. Göteborg       | 3-0  | 3-1  | 1-3  | –––– | 1-0  | 5-1  | 3-1  | 4-2  | 0-1  | 4-2  | 3-2  | 2-2  |
| Kristianstad      | 2-2  | 1-0  | 1-0  | 1-5  | –––– | 4-0  | 4-2  | 1-1  | 2-1  | 2-0  | 1-0  | 1-1  |
| IFK Kalmar        | 2-3  | 0-3  | 0-4  | 2-3  | 1-2  | –––– | 0-3  | 1-9  | 1-2  | 0-4  | 2-3  | 0-3  |
| Limhamn Bunkeflo  | 1-0  | 0-1  | 1-3  | 0-2  | 3-3  | 2-0  | –––– | 1-0  | 0-2  | 0-2  | 2-1  | 1-0  |
| Linköping         | 1-1  | 0-1  | 2-1  | 1-0  | 0-0  | 8-0  | 5-2  | –––– | 1-2  | 2-1  | 1-0  | 1-1  |
| Piteå             | 2-0  | 2-0  | 3-2  | 4-3  | 0-1  | 2-1  | 2-1  | 4-2  | –––– | 0-1  | 6-1  | 1-4  |
| Rosengård         | 2-0  | 9-0  | 5-1  | 1-1  | 3-0  | 10-0 | 3-0  | 1-2  | 1-0  | –––– | 1-1  | 2-0  |
| Växjö             | 1-0  | 2-0  | 5-1  | 0-4  | 3-0  | 4-1  | 0-1  | 1-0  | 0-1  | 0-1  | –––– | 2-1  |
| Vittsjö           | 2-2  | 4-0  | 0-1  | 0-1  | 1-2  | 0-1  | 0-1  | 3-2  | 2-1  | 1-2  | 3-0  | –––– |

## Statistiche

### Classifica marcatrici
Fonte: sito ufficiale.
| Gol |  |  | Giocatore           | Squadra                           |
| --- |  |  | ------------------- | --------------------------------- |
| 17  |  |  | Anja Mittag         | Rosengård                         |
| 14  |  |  | Anna Anvegård       | Växjö                             |
| 14  |  |  | Rebecka Blomqvist   | Kopparbergs/Göteborg              |
| 12  |  |  | Julia Zigiotti Olme | Hammarby IF, Kopparbergs/Göteborg |
| 11  |  |  | Julia Karlenäs      | Piteå IF                          |
| 10  |  |  | Elin Rubensson      | Kopparbergs/Göteborg              |
| 9   |  |  | Amanda Edgren       | Kristianstads                     |
| 9   |  |  | Kosovare Asllani    | Linköping                         |
| 9   |  |  | Mimmi Larsson       | Eskilstuna United                 |
| 9   |  |  | Natasha Dowie       | Linköping                         |